# Melo amphora

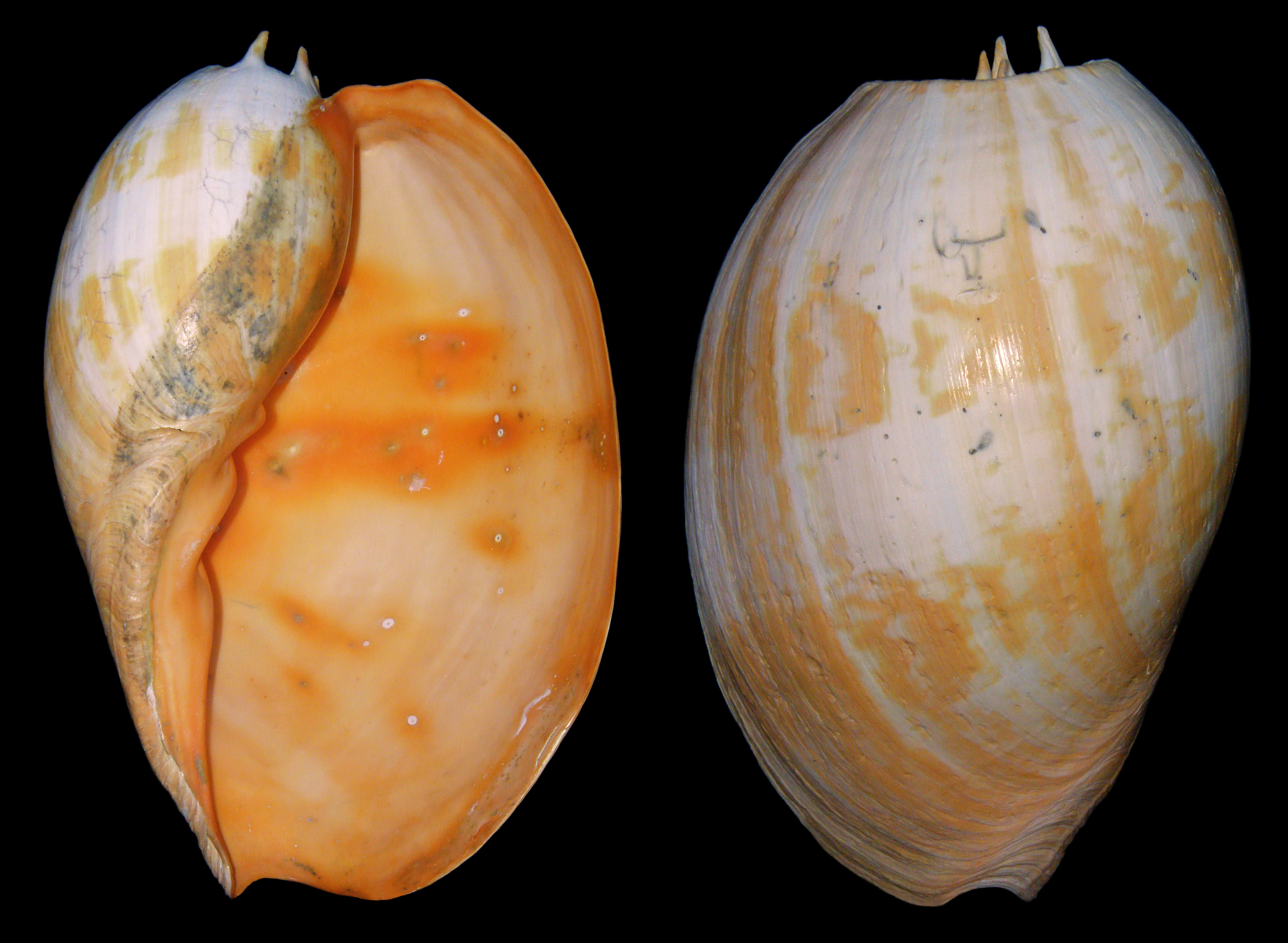
Closca de Melo amphora.

Melo amphora és una espècie molt grossa de mol·lusc gastròpode la família Volutidae que habita a l'oceà Pacífic. L'epítet específic amphora és la paraula llatina per gerra i al seu torn deriva del grec amphoreus (αμφορεύς).

## Descripció
La màxima llargada de la seva conquilla és de 50 cm, normalment fa vora 30 cm. La color de la conquilla exterior és molt variable. Normalment és de color marró, blanca o taronja pàl·lida.

## Alimentació
Melo amphora és un animal carnívor. Normalment s'alimenta d'espècies de la seva mateixa família, com Zebramoria zebra, i pot ser caníbal.

## Distribució
Es troba solament a l'oceà Pacífic tropical sud-oest, d'Indonèsia i Nova Guinea fins al nord d'Austràlia.

## Hàbitat
Viu en zones marnes litorals i sublitorals. Normalment fa clots en zones fangoses a una fondària màxima de 10 m.

## Ús
Aquesta espècie és comestible.
La seva conquilla és decorativa i molt cercada pels col·leccionistes.